# Rancho Chico
Rancho Chico är en ort i Mexiko.   Den ligger i kommunen Yehualtepec och delstaten Puebla, i den sydöstra delen av landet, 170 km öster om huvudstaden Mexico City. Rancho Chico ligger 2 016 meter över havet och antalet invånare är 1 712.
Terrängen runt Rancho Chico är platt åt sydväst, men åt nordost är den kuperad. Runt Rancho Chico är det ganska glesbefolkat, med 32 invånare per kvadratkilometer. Närmaste större samhälle är Tecamachalco, 16,8 km norr om Rancho Chico. Omgivningarna runt Rancho Chico är en mosaik av jordbruksmark och naturlig växtlighet.